# Грегори, Мэри Роджерс
Мэри Роджерс Грегори (англ. Mary Rogers Gregory, урождённая  Mary Bland Rogers; 1846—1919) — американская художница-портретист.

## Биография
Родилась 6 мая 1846 года в Апалачиколе, штат Флорида, в семье Чарльза Роджерса — известного торговца хлопком из Колумбуса, штат Джорджия. Её предки по отцовской линии были известными личностями в США: Зефания Платт был первым сенатором, избранным от штата Нью-Йорк в первый Конгресс США; Ричард Платт (Richard Platt) был адъютантом генерала Ричарда Монтгомери в битве при Квебеке. Семья её матери была знакома с семьёй художника Рембрандта Пила.
В достаточно ранние годы Мэри Роджерс вышла замуж за доктора Джона Грегори из Таллахасси, штат Флорида. Впоследствии она стала одним из самых известных художников Юга, создав множество портретов выдающихся людей США, в их числе: Бенджамин Харви Хилл, Джеймс Монро Джексон, Генри Вудфин Грейди и Мэри Эдвардс Брайан. Эти картины были размещены на стенах Капитолия в Атланте. Также она написала портрет в натуральную величину Хью МакКолла (Hugh McCall) — первого историка Джорджии.
Несколько своих работ Мэри Грегори представила в Art Building и Woman’s Building на Международной выставке хлопковых штатов. Она являлась членом Пенсильванской академии изящных искусств в Филадельфии, где проучилась несколько лет. Также работала в Cooper Union и обучалась у ряда европейских художников.
Умерла в 1919 году в Атланте, штат Джорджия.